# ديفيد باغان
ديفيد باغان (بالإنجليزية: David Bagan)‏ هو لاعب كرة قدم بريطاني في مركز الوسط، ولد في 26 أبريل 1977 في Irvine, North Ayrshire ‏ في المملكة المتحدة. شارك مع منتخب اسكتلندا تحت 21 سنة لكرة القدم. أما مع النوادي، فقد لعب مع ريث روفرز وسانت جونستون وكوين أوف ساوث ونادي إنفرنيس ونادي دمبرتون ونادي كيلمارنوك.